# Maison au 4, rue Kilian à Riquewihr
La maison au 4, rue Kilian est un monument historique situé à Riquewihr, dans le département français du Haut-Rhin.

## Localisation
Ce bâtiment est situé au 4, rue Kilian à Riquewihr.

## Historique
L'édifice fait l'objet d'une inscription au titre des monuments historiques depuis 1930.